# 男鹿地区消防一部事務組合
男鹿地区消防一部事務組合（おがちくしょうぼういちぶじむくみあい）は、秋田県男鹿市、潟上市及び南秋田郡大潟村によって組織された一部事務組合（消防組合）である。管轄区域は前述の2市1村（潟上市においては旧南秋田郡天王町区域のみ）。消防本部の名称は、男鹿地区消防一部事務組合消防本部（略称：男鹿地区消防本部）。

## 概要
- 組合事務所：男鹿市船川港船川字海岸通り2-12-7
- 消防本部：男鹿市船川港船川字海岸通り2-12-7
- 管内面積：452.36km2
- 職員定数：150人
- 消防署1カ所、分署6カ所
- 主力機械（2020年4月1日現在）
  - 普通消防ポンプ自動車：5　CD-Ⅰ型
  - 水槽付消防ポンプ自動車：2　水Ⅰ-B型
  - 大型高所放水車：1
  - 泡原液搬送車：1
  - 大型化学消防車：1
  - 化学消防車：1
  - 救急自動車：8（予備車普通救急車：2）ハイメディック
  - 救助工作車：1　Ⅱ型
  - 水難救助車：1
  - 指揮車：2
  - 広報車：8
  - 資機材搬送車：1
  - 災害対策車：1

## 沿革
- 1973年（昭和48年）6月1日　男鹿市・南秋田郡天王町・若美町・大潟村の1市2町1村による男鹿地区消防一部事務組合の設立が秋田県知事より許可され、男鹿地区消防一部事務組合消防本部が1本部1署4分署（北・東・天王・若美）体制で発足する。
  - 男鹿市消防本部・男鹿市消防署が広域消防に移行する。
- 1973年（昭和48年）8月29日　救急自動車を天王分署に配備する。
- 1974年（昭和49年）4月4日　天王分署庁舎が完成する。
- 1974年（昭和49年）4月22日　若美分署庁舎が完成する。
- 1974年（昭和49年）4月25日　救急自動車を若美分署に配備する。
- 1975年（昭和50年）2月28日　化学消防自動車を本署に配備する。
- 1975年（昭和50年）4月1日　救急自動車を北分署に配備する。
- 1979年（昭和54年）9月5日　大潟分署を開設する。
- 1979年（昭和54年）10月28日　救急自動車を大潟分署に配備する。
- 1983年（昭和58年）3月15日　3点セット（大型化学消防自動車・高所放水車・泡原液搬送車）を本署に配備する。
- 1984年（昭和59年）3月27日　消防本部・消防署庁舎が完成し移転する。
- 1990年（平成2年）3月16日　北分署新庁舎が完成し移転する。
- 1993年（平成5年）2月12日　救助工作車を本署に配備する。
- 1993年（平成5年）11月1日　消防音楽隊が発足する。
- 1993年（平成5年）12月27日　東分署新庁舎が完成し移転する。
- 1994年（平成6年）2月21日　救急自動車を東分署に配備する。
- 1995年（平成7年）3月20日　大潟分署新庁舎が完成し移転する。
- 1998年（平成10年）1月29日　高規格救急自動車を本署に配備する。（同年4月1日に高規格救急自動車の運用を開始）
- 1998年（平成10年）4月1日　天王南分署を開設する。
- 2003年（平成15年）10月31日　高規格救急自動車を天王分署に配備する。
- 2005年（平成17年）3月22日　男鹿市・若美町の新設合併に伴い、新たな男鹿市が、天王町・南秋田郡昭和町・飯田川町の新設合併に伴い、潟上市が誕生する。このことにより、組合構成市町村が2市1村となる。
- 潟上市は旧天王町区域に限り組合に加入する。
- 2005年（平成17年）11月11日　高規格救急自動車を若美分署に配備する。
- 2006年（平成18年）4月1日　消防本部に予防課を設置する。
- 2007年（平成19年）3月8日　救急救命士による薬剤投与を開始する。
- 2013年（平成25年）4月1日　消防本部に特別救助隊が発足。
- 2014年（平成26年）2月26日　新通信指令室を増築。（鉄骨造３階建）
- 2014年（平成26年）4月1日　 救急救命士の処置拡大に伴い、心肺停止前の重度傷病者に対する静脈路確保、及び低血糖症例へのブドウ糖溶液投与を開始。
- 2014年（平成26年）7月1日　	「高機能消防指令システム」の運用を開始。
- 2026年（令和8年）4月1日予定 湖東地区消防本部と統合し、男鹿潟上消防本部となる。

## 組織
- 組合議会
  - 議員定数：13人（男鹿市：7人、潟上市：4人、大潟村：2人）
- 執行機関
  - 管理者：1人（組合市村の長の互選）
  - 副管理者：2人（組合市村の長の互選）
  - 会計管理者：1人（管理者の補助機関である職員のうちから管理者が任命）
  - 監査委員：2人（議員である監査委員1名・識見を有する監査委員1名）
  - 消防本部
    - 総務課
    - 警防課
    - 予防課
    - 通信指令室

  - 消防署

## 消防署

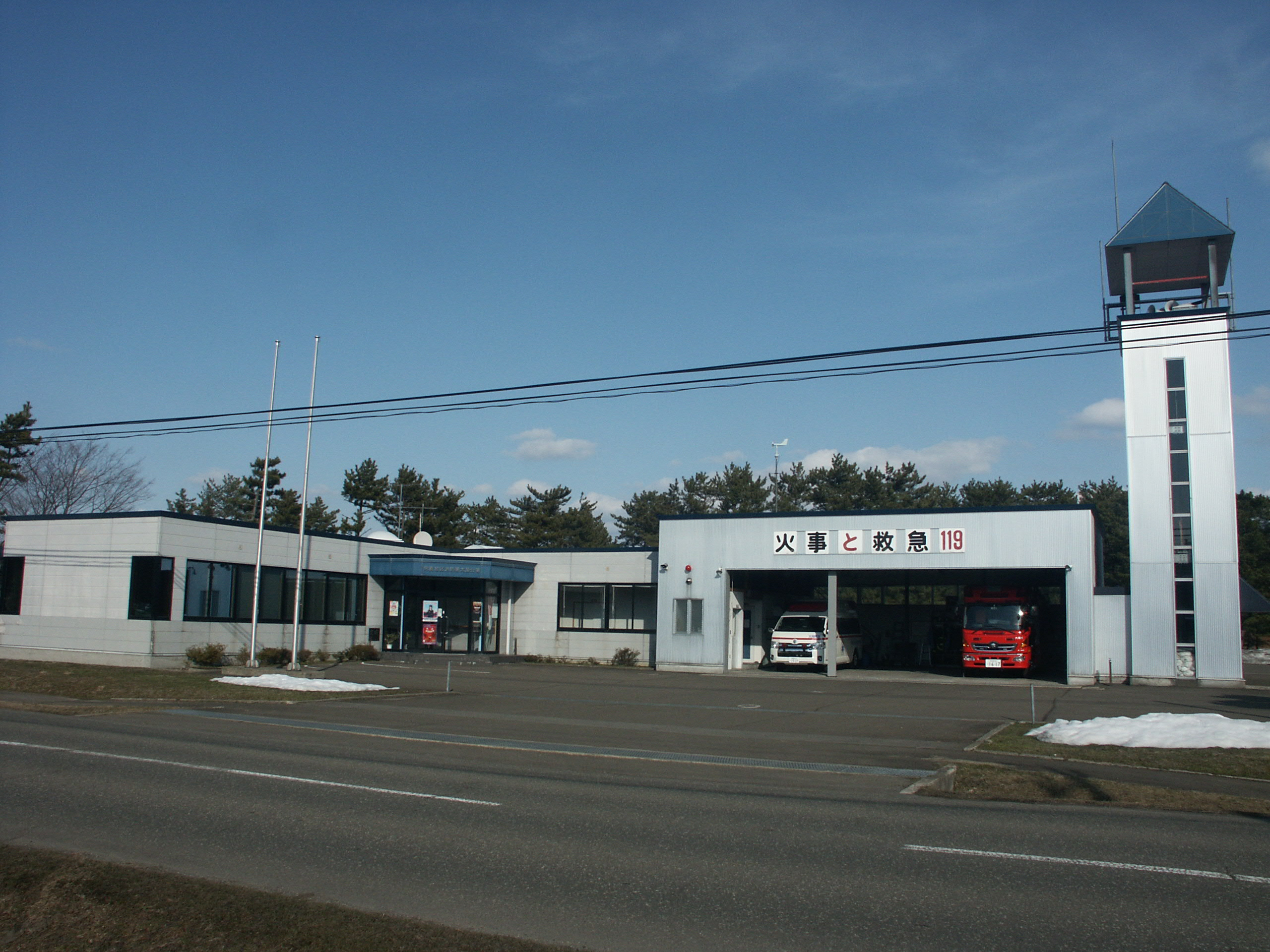
男鹿地区消防署大潟分署

| 消防署         | 住所                             | 分署 |
| -------------- | -------------------------------- | --- |
| 男鹿地区消防署 | 男鹿市船川港船川字海岸通り2-12-7 | 北：男鹿市北浦北浦字種田69-3 東：男鹿市脇本脇本字上谷地130-1 天王：潟上市天王字蒲沼99-5 天王南：潟上市天王字北野1-18 若美：男鹿市鵜木字下潟端212 大潟：南秋田郡大潟村字東2-2-2 |